# Eric Adams (homme politique)
Pour les articles homonymes, voir Eric Adams.
Eric Adams, né le 1er septembre 1960 à Brooklyn (New York), est un homme politique américain. Membre du Parti démocrate, il est maire de New York depuis le 1er janvier 2022.
Officier dans la police des transports de la ville de New York puis au département de police de la ville pendant plus de deux décennies, il prend sa retraite en 2006 avec le grade de capitaine.
Il siège au Sénat de l'État de New York de 2007 à 2013, représentant le 20e district, à Brooklyn. En 2014, il devient président de l'arrondissement de Brooklyn, étant le premier afro-américain à occuper la fonction.
En vue des élections municipales de 2021 à New York, il remporte la primaire démocrate face à Andrew Yang, donné favori dans un premier temps. Après avoir battu le républicain Curtis Sliwa, Eric Adams devient le 100e maire de la ville.
En 2024, il est inculpé pour corruption. Le département de la Justice de l'administration Trump fait abandonner les poursuites aux procureurs fédéraux l'année suivante. Cet épisode suscite des remous au sein de son parti.

## Biographie

### Enfance et éducation
Eric Leroy Adams naît dans le quartier de Brownsville (Brooklyn) le 1er septembre 1960. Sa mère a un double emploi comme femme de ménage et comme cuisinière, après une éducation primaire,. Son père est un boucher alcoolique,. Ses deux parents déménagent à New York depuis l'Alabama dans les années 1950. Eric Adams est élevé dans un immeuble infesté de rats à Bushwick (Brooklyn) et sa famille est si pauvre qu'il apporte souvent avec lui un sac de vêtements à l'école en cas d'expulsion soudaine de leur domicile. Cependant, en 1968, sa mère réussit à économiser suffisamment d'argent pour acheter une maison et la famille déménage dans le Queens. Il est le quatrième de six enfants. Dans sa jeunesse, il nettoie des pare-brises avec une raclette pour quelques dollars.
À 14 ans, Eric Adams rejoint un gang, les 7-Crowns, et devient connu comme « un petit gars dur ». Il manipule de l'argent pour des arnaqueurs locaux. Il fait également des courses, dont des achats d'épicerie pour une danseuse et prostituée à temps partiel nommée Micki, après qu'elle s'est blessée. Après que Micki a refusé de payer les courses qu'il avait achetées ou le travail qu'il avait fait, Eric Adams et son frère volent sa télévision et un mandat postal. Les deux garçons sont ensuite arrêtés pour intrusion criminelle. Pendant leur garde à vue, ils sont battus par des agents du NYPD (New-York Police Departement) jusqu'à ce qu'un policier noir intervienne. Eric Adams est envoyé dans un centre de détention pour mineurs pendant quelques jours avant d'être condamné à une probation. Après l'incident, il souffre d'un trouble de stress post-traumatique mais déclare que la rencontre violente l'a motivé à entrer dans les forces de l'ordre. Il est particulièrement intrigué par l'officier de police noir et par l'arrogance et le respect qui accompagnent le fait de travailler dans les services de police. Un pasteur local accroît sa motivation lorsqu'il suggère qu'en rejoignant la police il pourrait aider à réformer la culture policière de l'intérieur,,.
Eric Adams est diplômé de la Bayside High School dans le Queens en 1978, mais a eu du mal à obtenir de bonnes notes. Il commence à fréquenter l'université tout en travaillant comme mécanicien et commis de salle du courrier au bureau du procureur du district de Brooklyn. Il est titulaire d'un diplôme du New York City College of Technology, d'un B.A. du John Jay College of Criminal Justice et d'un M.P.A. du Collège mariste. Il considère qu'il doit ses succès scolaires tardifs à la prise en charge de sa dyslexie, qui n'a été diagnostiquée que lorsqu'il est arrivé à l'université.

### Parcours dans la police de New York
Eric Adams a été officier dans la police des transports de la ville de New York et dans le département de police de la ville de New York (NYPD) pendant 22 ans. Il décrit son désir de servir en réaction aux abus qu'il a subis par le NYPD dans sa jeunesse et a déclaré qu'il a été encouragé à se joindre à la réforme de cette institution depuis l'intérieur,,,. Il fréquente la New York City Police Academy et obtient son diplôme de deuxième classe en 1984.
Il commence dans la police des transports de la ville de New York et continue avec le NYPD lorsque la police des transports et le NYPD fusionnent. Il travaille dans le 6e district à Greenwich Village, le 94e district à Greenpoint et le 88e district couvrant Fort Greene et Clinton Hill. En 1986, des policiers blancs pointent leurs armes sur Eric Adams alors qu'il travaille comme officier en civil ; il a été pris pour un suspect. Au cours des années 1990, il devient président du Grand Council of Guardians, une association de patrouilleurs afro-américains.
Eric Adams travaille avec la Nation of Islam dans les années 1990 en raison de son travail de patrouille dans les quartiers sensibles. Il rencontre leur leader Louis Farrakhan et apparaît sur scène avec lui lors d'un événement. Il suggère également que le maire David Dinkins rencontre Farrakhan et engage le service d'ordre de la Nation of Islam pour patrouiller dans les quartiers sensibles. Les liens d'Adams avec Farrakhan – qui a fait des commentaires antisémites – ont été critiqués dans le New York Post.
En 1995, Eric Adams sert d'escorte à Mike Tyson lorsque ce dernier est libéré de prison à la suite de sa condamnation pour viol. La même année, en réponse à l'élection de Rudy Giuliani au poste de maire, il cofonde 100 Blacks in Law Enforcement Who Care (« 100 noirs dans le secteur de l'application de la loi, qui font attention ») un groupe de défense des policiers noirs qui cherchent à réformer la justice pénale et se prononcent souvent contre la brutalité policière et le profilage racial. Le groupe organise également des tutoriels qui enseignent aux jeunes hommes noirs comment interagir avec la police s'ils sont détenus, notamment allumer le plafonnier de la voiture, mettre les mains sur le volant et désamorcer la situation. Cependant, de nombreux militants, dont Al Sharpton, critiquent les efforts d'Eric Adams, affirmant qu'il enseigne simplement aux jeunes Noirs comment « vivre sous l'oppression ».
En 1999, Eric Adams déclare à propos de la problématique raciale dans la police : « Le mensonge est à la base de notre formation. À l'académie, on dit aux recrues qu'elles ne devraient pas voir les Noirs ou les Bruns comme différents, mais nous le faisons tous. Nous savons tous que la majorité des personnes arrêtées pour des crimes contre les personnes sont afro-américaines. Nous n'avons pas créé ce scénario, mais nous devons surveiller ce scénario. Nous devons donc être honnêtes et en parler ».
Il est  l'un des premiers intervenants sur le site du World Trade Center après les attentats du 11 septembre 2001. Il arrive à Ground Zero dans la soirée du 11 septembre et est chargé de diriger un groupe de policiers pour sécuriser le site en cas de deuxième attaque.
En 2006, Eric Adams est sous surveillance et sous enquête par le NYPD pour être apparu à la télévision en sa qualité officielle d'officier de police et avoir critiqué le maire Michael Bloomberg. Il prend sa retraite avec le grade de capitaine de la police en 2006 après avoir servi plus de deux décennies dans la NYPD.

### Parcours politique
Eric Adams est membre du Parti républicain de 1997 à 2001.
Rattaché à l’aile droite du Parti démocrate, il est maire de l'arrondissement de Brooklyn de 2014 à 2021.
Il est élu maire de New York le 2 novembre 2021 en devançant largement son rival républicain, Curtis Sliwa, raflant 67 % des suffrages exprimés,. Il a notamment axé sa campagne sur le thème de la sécurité. Il devient ainsi le second maire noir de la ville, le premier étant David Dinkins, entre 1990 et 1993.
Il se définit comme « pro-business » et se montre critique à l'égard de l'aile gauche du Parti démocrate et de son prédécesseur Bill de Blasio.
Il promet de faire de New York « le centre des cryptomonnaies et d’autres industries innovantes à forte croissance » et décide de percevoir ses premières paies en bitcoins.
En avril 2023, lors d'une table ronde avec l'Association des maires afro-américains à Washington, D.C., Eric Adams déclare que la crise des migrants à laquelle le pays est confronté sous l'administration Biden a « détruit » sa ville. Il précise que « tous les services de cette ville vont être touchés par la crise des demandeurs d'asile ». Le coût lié aux migrants et aux demandeurs d'asile du 30 juin 2023 à la fin de l'exercice fiscal de 2024 serait d’environ 4,2 milliards de dollars pour la ville. Fin juillet de la même année, il déclare que les centres d’accueil dédiés aux migrants sont désormais « saturés » et appelle à mettre en place un « état d’urgence » pour parer à la crise migratoire. Une demande qui offusque au sein du camp démocrate.
Le 3 avril 2025, il annonce qu'il renonce à briguer l'investiture démocrate, et qu'il sera candidat à sa réélection en tant qu'indépendant.

## Affaires judiciaires
En novembre 2023, Eric Adams est accusé dans une plainte d'avoir agressé sexuellement une femme en 1993. Il nie cette agression,.
En novembre 2023, le Federal Bureau of Investigation (FBI) saisit plusieurs téléphones et ordinateurs appartenant à Adams et à Brianna Suggs, sa responsable de levée de fonds. Le FBI cherche à savoir si Adams a aidé le gouvernement turc à établir son consulat dans un bâtiment de Manhattan malgré le refus de la commission de sécurité. L'enquête cherche aussi à savoir si Adams a reçu des fonds de la part de personnes ou entités étrangères (en l'occurrence turques),,.
Il est mis en examen en septembre 2024 pour corruption, fraude et sollicitation de dons venant de l'étranger dans cette affaire. Il est ainsi le premier maire de New York à être mis en examen. Adams plaide non-coupable et affirme que les charges sont des représailles politiques pour ses critiques de la politique migratoire de l'administration Biden,.
Après l'arrivée de Donald Trump à la présidence, Eric Adams se rapproche du nouveau président en particulier sur la question de la lutte contre l'immigration.
En février 2025, le procureur général adjoint des États-Unis par intérim, Emil Bove, ordonne aux procureurs fédéraux d'abandonner les poursuites contre Adams,. Cet ordre suscite la controverse au sein du département de la justice et la démission de plusieurs procureurs chargés du dossier. Plusieurs adjoints au maire démissionnent dont la première adjointe Maria Torres-Springer (en) et, Adrienne Adams (en), la présidente du conseil municipal, demande à Eric Adams de démissionner,. L'affaire pénale est définitivement classée le 2 avril 2025.

## Vie privée
Eric Adams ne s'est jamais marié mais il a eu un fils, Jordan Coleman, avec son ancienne petite amie Chrisena Coleman,. Son fils est diplômé de l'Université américaine et est cinéaste et acteur de télévision. Eric Adams est actuellement en couple avec Tracey Collins, directrice principale du développement de la jeunesse pour le ministère de l'Éducation de la ville de New York.
Il est décrit comme « clairement, un homme inhabituel ». Il loue l'apparence physique du président russe Vladimir Poutine et a l'un de ses livres à son chevet.[source insuffisante] Il affirme également qu'être en politique a amélioré sa vie amoureuse, et il se réfère fréquemment à lui-même à la troisième personne.

### Végétalisme
En 2016, il devient végétalien après son diagnostic de diabète de type 2. Il recherche des alternatives aux injections d'insuline à vie et demande l'avis de médecins, dont le Dr Caldwell B. Esselstyn Jr. de la Cleveland Clinic,. Il modifie son mode de vie plutôt que de poursuivre les traitements traditionnels du diabète. Il passe à un régime alimentaire complet à base de plantes, en éliminant les produits d'origine animale, le sucre transformé, le sel, l'huile et les amidons transformés. Il commence également à faire de l'exercice régulièrement, notamment en utilisant un vélo d'appartement et un tapis roulant dans son bureau. En six mois, il perd 13 kg, diminue fortement son diabète et réduit sa tension artérielle et son taux de cholestérol. Il  encourage les autres à adopter une alimentation plus saine et déclare que les dépenses de santé publique pour le diabète devraient être consacrées à des changements de mode de vie plutôt qu'au traitement des maladies. En octobre 2020, il publie Healthy at Last: A Plant-Based Approach to Preventing and Reversing Diabetes and Other Chronic Illnesses, un livre sur son parcours de santé qui préconise des modes de vie plus sains. Il contribue également à l'anthologie de 2021 Brotha Vegan: Black Men Speak on Food, Identity, Health, and Society.